# Mohd Zamri Saleh
Mohd Zamri Saleh (10 de desembre de 1983) és un ciclista malaisi professional des del 2008. Campió nacional en ruta dos cops.

## Palmarès
- 2012
  -  Campió de Malàisia en ruta
  - Vencedor d'una etapa a la Volta al Singkarak
  - Vencedor d'una etapa al Tour de Java oriental
  - Vencedor d'una etapa al Tour de Brunei
- 2014
  - Vencedor de 2 etapes a la Jelajah Malaysia
- 2016
  -  Campió de Malàisia en ruta
- 2017
  - Vencedor d'una etapa al Tour de Selangor